# Heterolocha lilacina
Heterolocha lilacina är en fjärilsart som beskrevs av Max Joseph Bastelberger 1909. Heterolocha lilacina ingår i släktet Heterolocha och familjen mätare. Inga underarter finns listade i Catalogue of Life.